# گای نیکلز
گای نیکلز (انگلیسی: Guy Nickalls; ۱۳ نوامبر ۱۸۶۶ – ۸ ژوئیهٔ ۱۹۳۵) قایقران روئینگ اهل بریتانیا بود.